# Canavalia altipendula
Canavalia altipendula là một loài thực vật có hoa trong họ Đậu. Loài này được (Piper) Standl. miêu tả khoa học đầu tiên.